# Emmanuel Argyropoulos
Pour les articles homonymes, voir Famille Argyropoulos et Argyropoulos.

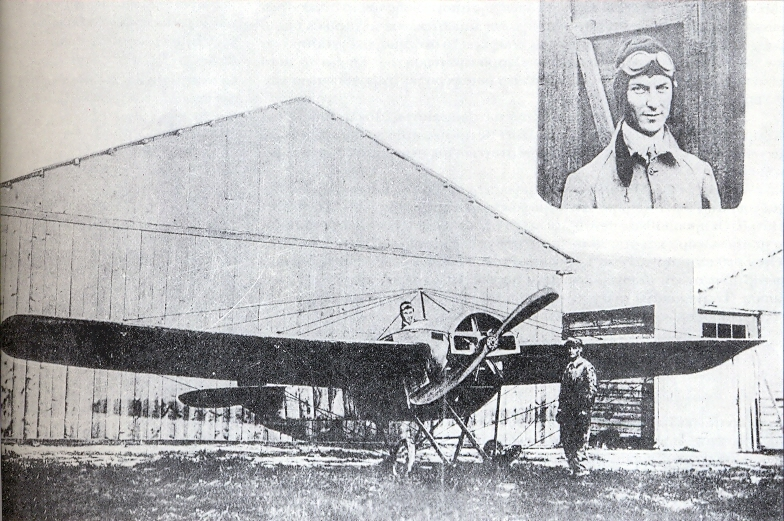

Emmanuel Argyropoulos (né en 1889 - décédé le 4 avril 1913 du calendrier julien) était un des pionniers de l'aviation grecque.

## Biographie
Le 8 février 1912 (julien), il effectua le premier vol de l'histoire de la Grèce, à bord d'un Nieuport. Le même jour, pour le second vol, il avait pour passager le Premier ministre Elefthérios Venizélos.
Durant les guerres balkaniques, il participa à diverses missions de reconnaissance. Il décéda lors d'un accident d'avion le 4 avril 1913 (julien), alors qu'il effectuait un vol de reconnaissance au-dessus de la région de Thessalonique. L'avion fit une chute de près de 600 m. Konstantínos Mános qui l'accompagnait et lui devinrent les deux premiers aviateurs grecs de l'histoire à mourir en avion,.

## Sources
- (el) et (en) Site de l'armée de l'air grecque